# Caudron G.6
Caudron G.6 byl francouzský dvoumotorový dvouplošník s dvou až tříčlennou osádkou, užívaný v době první světové války jako průzkumný a lehký bombardovací letoun. 

## Vznik
Caudron G.6 vznikl z předchozího typu G.5 instalací výkonnějších rotačních devítiválců Le Rhône 9J o výkonu po 110 k. Jako novinka bylo dno trupu obloženo hliníkovými plechy, řízení bylo zdvojeno. Výzbroj tvořily dva pohyblivé kulomety Lewis ráže 7,7 mm, ovládané předním a zadním střelcem. Prototyp poprvé vzlétl v červnu 1916. Sériové stroje měly výrazně prodlouženou příď trupu pro lepší výstřelné pole předního kulometu.

## Nasazení
První jednotka operující s typem G.6 byla escadrille pro spolupráci s armádou C 4, která tyto stroje používala již v polovině léta 1916. V různém pořadí následovaly letky C 6, C 9, C 10, C 11, C 13, C 17, C 18, C 21, C 27, C 28, C 30, C 34, C 39, C 42, C 46, C 47, C 51, C 53, C 56, C 61, C 74, C 104, C 105, C 106 a C 122. Koncem roku 1916 se tak na západní frontě vyskytovalo kolem padesáti Caudronů G.6, z nichž většinu poháněly silnější agregáty Le Rhône 9Jb s výkonem po 88 kW.
V provozu G.6 se projevila značná nestabilita, málo účinné příčné řízení a tendence nesymetrické ztráty vztlaku v zatáčce s pády po křídle. Z těchto důvodů Aviation Militaire od 8. 6. 1917 do druhé poloviny června zakázalo s G.6 lety. Během této doby proběhla výměna kýlové plochy u všech strojů za vhodnější, což odstranilo hlavní chyby.
K 1.7. 1917 bylo ve stavu francouzského letectva 302 G.6, z toho 133 u operačních letek a ve frontových skladech, 162 u záložních leteckých skupin a 7 v materiálové záloze. Od února nad frontou operovala letka C 202 určená k pozorování zásahů dělostřelectva, následovaná letkami C 207, C 220, C 222, C 224, C 225, C 226, C 227, C 228 a C 229.
Od začátku podzimu 1917 byly Caudrony G.6 nahrazovány letouny Sopwith 1½ Strutter, Salmson 2, Breguet 14 a SPAD S.XVI. Již v srpnu 1917 však byla utvořena letka C 488, určená k pobřežnímu hlídkování v Tunisku, následně z řeckého přístavu Patra do prosince 1918 chránila spojenecké lodní zásobovací konvoje ve Středozemním moři. Druhá Tuniská letka se stroji G.6, C 490, operovala od srpna 1918 ze Sfaxu a od začátku roku 1918 byla v Tunisku umístěna také escadrille  C 544.
Escadrille C 489 založená v prosinci 1917 hlídkovala proti lodím a ponorkám v Maroku, v Alžírsku se svými Caudrony působila do ledna 1920 letka C 543.
Letka C 575 byla založena v srpnu 1918 se záměrem působení v Palestině, základnu však měla do ledna 1920 v Port Saidu v Egyptě.

## Uživatelé
- Francie
  - Service aéronautique militaire

## Specifikace
Údaje podle publikace French Aircraft of the First World War:s.158

### Technické údaje
- Osádka: 2-3 (pilot a 1-2 pozorovatelé/střelci)
- Rozpětí: 17,22 m
- Délka: 8,60 m
- Výška: 2,80 m
- Nosná plocha: 39 m²
- Prázdná hmotnost: 940 kg
- Vzletová hmotnost: 1440 kg
- Pohonné jednotky: 2 × rotační motor Le Rhône 9J
- Výkon motoru:  110 koní (80,9 kW)

### Výkony
- Maximální rychlost: 145 km/h ve výšce 2000 m
- Dostup: 4400 m
- Dolet: 275 km
- Vytrvalost: 3 hodiny
- Čas výstupu do 2000 m: 7 min. a 30 sec.

### Výzbroj
- 2 × pohyblivý kulomet Lewis ráže 7,7 mm v příďovém a hřbetním střelišti